# Dolicheremaeus minor
Dolicheremaeus minor är en kvalsterart som först beskrevs av Berlese 1913.  Dolicheremaeus minor ingår i släktet Dolicheremaeus och familjen Tetracondylidae. Inga underarter finns listade i Catalogue of Life.